# Campaña en África Occidental (Segunda Guerra Mundial)
El título de Campaña en África Occidental se refiere a dos batallas de la Segunda Guerra Mundial: la batalla de Dakar (también conocida como "Operación Amenaza") y la batalla del Gabón, que tuvieron lugar a finales de 1940, y durante las cuales las fuerzas Aliadas atacaron a las fuerzas de la Francia de Vichy en los territorios ultramarinos franceses del África Occidental. 
Después de la captura de Gabón, las fuerzas de la Francia Libre controlaron el África Ecuatorial Francesa, mientras el África Occidental Francesa continuó bajo el control de Vichy hasta la llegada de los Aliados a África del Norte (Operación Antorcha) en noviembre de 1942.

## Desarrollo de la campaña

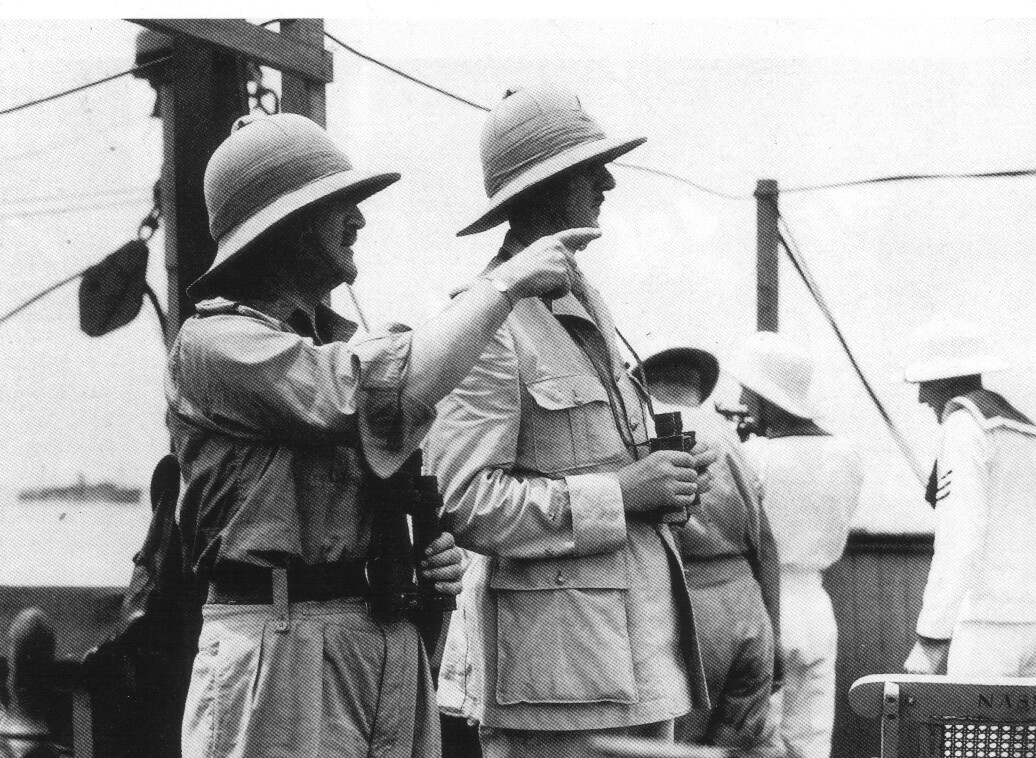
El general Spears y el general De Gaulle en ruta hacia Dakar a bordo del transatlántico holandés Westernland

El sentimiento antibritánico en África había crecido después de que el buque de guerra francés "Richelieu" fuera atacado en el puerto de Dakar, Senegal, en el África Occidental Francesa el 10 de julio de 1940. En agosto, el general de la Francia Libre Charles de Gaulle sugirió una campaña terrestre, desembarcando en Conakri, Guinea Francesa. Anticipó que el apoyo popular al movimiento de la Francia Libre sería impulsado en Dakar. Sin embargo, la sugerencia de De Gaulle fue revocada por los deseos británicos de actuar con rapidez.
El 18 de septiembre tres cruceros ligeros franceses, el Georges Leygues, el Gloire y el Montcalm, fueron interceptados por los buques aliados en el camino a Libreville. La interceptación de los buques aliados incluyó el crucero pesado HMAS Australia. Los tres cruceros ligeros franceses se vieron obligados a retirarse.

### África Occidental Francesa
La resistencia se endureció como consecuencia de los ataques a los barcos franceses. Del 23 de septiembre al 25 de septiembre de 1940 se libró la batalla de Dakar cuando las fuerzas aliadas no lograron convencer a la Francia de Vichy, defensora de Dakar, de poder entrar a la ciudad de forma pacífica. Primero, las fuerzas aliadas trataron de persuadir a las fuerzas de Vichy por medio de propaganda. A continuación, intentaron tomar Dakar por la fuerza de las armas. Ambos intentos concluyeron en derrotas. Las esperanzas aliadas de controlar el África Occidental Francesa se dejaron de lado; en su lugar, las consideraciones estratégicas fueron trasladadas al África Ecuatorial Francesa.

### África Ecuatorial Francesa
Esta batalla, librada entre el 8 de noviembre y el 12 de noviembre, supuso la captura de Libreville y la liberación del África Ecuatorial Francesa del control de Vichy.

## Resultado
Las fuerzas de la Francia Libre consolidaron sus ganancias en el África Ecuatorial Francesa y fueron capaces de participar en otras campañas, incluidas la Campaña en el África Oriental y la Campaña en África del Norte. Sin embargo, el África Occidental Francesa no capituló o unió a la causa aliada hasta el desembarco de la Operación Antorcha en noviembre de 1942.